# Сумбат III Кларджи
Сумбат III (умер 1011; груз. სუმბატ III) — грузинский принц Тао-Кларджети из династии Багратионов и принц Кларджети с 993 года до того, как был лишён власти царём Грузии Багратом III в 1011 году.

## Биография
Сын Баграта и внук Сумбата II князя Кларджети. Сумбат унаследовал право правления Тао-Кларджети у своего бездетного дяди по отцовской линии Давида II как князя Кларджети, и эту должность он разделил со своим братом Гургеном. Грузинский летописец Багратидов X века Сумбат Давитисдзе указывает их царский титул — «кларжни хелмципени» (груз. კლარჯნი ჴელმწიფენი, дослов. — суверен Кларджети). Сумбат и Гурген правили частью территории Багратидов, которая оставалась вне контроля их дальнего двоюродного брата Баграта III, ставшего царём единой Грузии в 1008 году.
В 1011 году Баграт пригласил братьев на переговоры в замке Панаскерти, где они были арестованы. Братья содержались в плену в замке Тмогви, где вскоре были казнены. Их имущество перешло к Баграту. Их дети — Баграт, сын Сумбата, и Деметре, сын Гургена, — бежали в Константинополь, откуда они пытались вернуть родовые земли с византийской помощью, в последний раз в 1032 году, но безрезультатно.